# Tim Murray (Fußballspieler)
Timothy „Tim“ Murray (* 30. Juli 1987 in Haverhill, Massachusetts) ist ein US-amerikanischer Fußballtorwart, der seit 2015 beim Ekenäs Sport Club in der Kakkonen, der dritthöchsten Fußballliga Finnlands, unter Vertrag steht.

## Spielerkarriere

### High School und College
Tim Murray kam im Sommer 1987 als Sohn von Michael und Alicia Murray in der am Merrimack River gelegenen Stadt Haverhill im US-Bundesstaat Massachusetts geboren, wo er auch aufwuchs. Seine High-School-Zeit, während der er ebenfalls bereits im Fußballsport aktiv war, verbrachte er an der St. John’s Preparatory School in der etwas südlicher gelegenen Stadt Danvers, nahe der Hauptstadt Boston, in der Bucht von Massachusetts. Während dieser Zeit erhielt er auch Ehrungen vom Boston Globe und dem Boston Herald (All-scholastic; jeweils 2004) und erhielt Massachusetts All-State- sowie Eastern Massachusetts All-Star-Ehrungen. In den Jahren 2004 und 2005 spielte Murray, dessen Hauptfach am College Business Administration war, im Super Y O.D.P. Region I Pool. Von der High-School ging es im Jahre 2005 direkt ans Providence College nach Providence, der Hauptstadt des kleinsten US-Bundesstaates.
Während er im ersten Jahr noch pausierte und somit eine Redshirt-Season hinter sich brachte, war er im darauffolgenden Jahr bereits in drei Meisterschaftspartien im Einsatz, konnte sich aber bis zum Jahr 2007 nicht als Stammtorhüter durchsetzen. Mit der Mannschaft erreichte er 2006 die Endrunde der NCAA Division I Men’s Soccer Championship, schied mit dem Team allerdings noch in der ersten Runde der Region 4 gegen das Team der Hofstra University vom laufenden Turnier aus. Auch 2007, als Murray in allen 19 Meisterschaftsspielen seines Teams von Beginn an im Tor stand, wurde die Finalrunde der NCAA Division I Men’s Soccer Championship erreicht. Abermals unterlagen die Providence Friars, so der Name der Sportabteilung des Providence College, im Erstrundenspiel, diesmal in der Region 3, gegen die Old Dominion Monarchs und schieden ein weiteres Mal frühzeitig aus.
2008 stand Tim Murray erneut in jedem der 19 Spiele im Tor der Friars und im darauffolgenden Jahr, seinem Abschlussjahr, kam er zum dritten Mal in Folge in allen Pflichtspielen seines Teams zum Einsatz, wobei er sogar als Mannschaftskapitän auflief. Am Saisonende 2008/09 wurde er zusammen mit der Leichtathletin Danette Doetzel zum BIG EAST/Aeropostale Scholar Athlete gewählt. Während seiner Collegezeit, in der er für sein Team in 60 Partien 201 Schüsse parierte, war er zwischen 2008 und 2009 auch in saisonübergreifend 25 Ligaspielen für die New Hampshire Phantoms mit Spielbetrieb in der Premier Development League im Einsatz, konnte mit der Mannschaft allerdings keine soliden Leistungen erzielen und erreichte beide Male hintere Tabellenplätze. Bis heute (Stand: Juni 2015) hält Tim Murray den Rekord für die saisonübergreifend meisten Shutouts (27) des Providence College.

### Profivertrag bei New England Revolution und ständiger Ersatz
Nachdem er im März 2010 zu einem dreimonatigen Probetraining beim MLS-Franchise New England Revolution eingeladen wurde, konnte er nach nicht einmal zwei Monaten überzeugen. Bereits Anfang Mai 2010 wurde bekanntgegeben, dass Tim Murray Ende April einen Vertrag bei den Revs unterzeichnet hatte, wobei er vor allem die Ausfälle der Stammkraft Matt Reis und dessen ebenfalls verletzten Ersatz Preston Burpo kompensieren sollte. Jedoch kam er im Team, das in dieser Saison, vor allem aufgrund der Verletzungen der Stammkräfte, die meisten Torhüter der Liga stellte, in der Major League Soccer 2010 zu keinem einzigen Ligaeinsatz und verblieb in der klubinternen Torhüterrangliste auf Platz 2, nachdem er in der pre-season noch auf Platz 4 rangierte. Trotzdem wurde ihm im Jahre 2011 eine Vertragsverlängerung angeboten, die Murray in weiterer Folge auch unterschrieb. Nachdem zu ebendieser Zeit auch sein Providence-Teamkollege Andrew Sousa vom Franchise unter Vertrag genommen wurde und dabei den Weg zum Team über den MLS Supplemental Draft fand, gaben beide Spieler am 25. Mai 2011 ihre Profipflichtspieldebüt, als sie beim Finalspiel zur Qualifikation zum Lamar Hunt U.S. Open Cup des Jahres 2011 gegen Sporting Kansas City eingesetzt wurden und dort mit dem Team mit 0:5 scheiterten. Bereits zuvor gab Murray bei einer Kurzleihe zum FC New York mit Spielbetrieb in der damaligen und als drittklassig anzusehenden Profiliga USL Professional Division sein Profidebüt, als er beim dritten Ligaspiel in der Geschichte des Klubs, einer 1:2-Niederlage gegen Orlando City, von Beginn an zum Einsatz kam und dabei den Stammtorwart Derby Carrillo, der aufgrund einer Verletzung ausfiel, ersetzte. Obgleich er für die Revolution in diesem Spieljahr in keinem weiteren Pflichtspiel mehr eingesetzt wurde, hatte er wenigstens sieben Auftritte im Reserveteam mit Spielbetrieb in der MLS Reserve League.
Auch im Spieljahr 2012, das Murray eigentlich zur Gänze bei der Reserve verbrachte, konnte Tim Murray kein MLS-Debüt feiern und verblieb, wie bereits im Vorjahr, hinter Matt Reis und Bobby Shuttleworth als dritter Torwart. Nachdem Anfang Dezember 2012 die auslaufenden Verträge von Fernando Cárdenas, Benny Feilhaber, Blair Gavin und Tim Murray nicht mehr verlängert wurden, waren Gavin und Murray dazu berechtigt über den MLS Re-Entry Draft einem neuen Franchise innerhalb der Major League Soccer zugeteilt zu werden. Da jedoch in beiden Runden kein Team Murray verpflichten wollte, wurde der 1,88 m große Torwart zum Free Agent. 2013 fand er schließlich mit den Carolina RailHawks aus der North American Soccer League, der zweithöchsten Spielklasse, ein Profiteam, das ihn unter Vertrag nahm. Doch selbst beim Zweitligisten blieb ihm eine Stammrolle verwehrt, so beendete er das Spieljahr 2011 mit der Mannschaft zwar auf dem ersten Tabellenrang der regulären Saison, im Play-off schied man frühzeitig im Semifinale aus, konnte dabei allerdings nur einen einzigen Profiligaeinsatz verzeichnen. Dabei stand er beim 4:0-Heimerfolg über die Atlanta Silverbacks über die gesamte Spieldauer im Tor seines Teams und war die ganze restliche Saison Ersatzmann hinter Akira Fitzgerald.

### Erster Durchbruch in Finnland
Nachdem er nahezu das komplette Spieljahr 2014 als Torwarttrainer am College of the Holy Cross verbracht hatte, unterschrieb Tim Murray im März 2015 einen Einjahresvertrag beim eben erst in die finnische Drittklassigkeit aufgestiegenen Ekenäs Sport Club, wohin er durch Kontakte mit dem dortigen US-Trainer Mike Keeney wechselte. Gemeinsam mit Murray transferierte in dieser Zeit mit J. C. Mack ein weiterer US-Amerikaner in den hohen Norden. Sein nur ein Jahr andauerndes Trainerengagement beim College of the Holy Cross musste er für diese Zeit beenden. Bis dato (Stand: 16. August 2015) brachte es Murray als Stammkraft auf 19 Ligaeinsätze und rangiert mit dem Team aktuell auf dem komfortablen dritten Tabellenrang der Kakkonen lohko Läntinen, einem Segment der viergleisig laufenden Kakkonen.

## Trainerkarriere
Gleich im Anschluss auf seinen Abschluss am Providence College wurde Murray vom Fußballteam der Brandeis University als neuer Torwarttrainer ab dem Spieljahr 2010 vorgestellt. In dieser Tätigkeit blieb er auch im Spieljahr 2011, ehe er, obwohl bereits im nachfolgenden Jahr weiter mit ihm gerechnet wurde, ab 2012 als Torwarttrainer für die Providence Friars engagiert wurde, ehe noch vor dem Spieljahr 2013 durch Karl Spratt, dem langjährigen Torwarttrainer seines zu diesem Zeitpunkt anderen Arbeiters, New England Revolution, ersetzt wurde, da Murray eine Profikarriere bei den Carolina RailHawks verfolgte. Nachdem er, wie schon bei den Revs und dem FCNY, auch bei den RailHawks keine Aussichten auf einen Stammplatz hatte, beschloss er für 2014 wieder als Torwarttrainer zu arbeiten und wurde ab dem Spieljahr 2014 vom Fußballteam des College of the Holy Cross aufgenommen. Dieses Engagement musste er aufgrund seiner Verpflichtung als Torwart bei Ekenäs in Finnlands Drittklassigkeit noch vor Beginn der Spielzeit 2015 wieder beenden.